# Karl Haushofer (mineralog)
 For alternative betydninger, se Karl Haushofer. (Se også artikler, som begynder med Karl Haushofer)
Karl Haushofer (født 28. april 1839 i München, død 8. januar 1895 sammesteds) var en tysk mineralog. Han var søn af Max Haushofer.
Haushofer studerede bjergværksvidenskab og mineralogi, blev 1865 privatdocent i sidstnævnte fag ved Universitetet i München, 1868 professor i mineralogi og metallurgi (Eisenhüttenkunde) ved den tekniske højskole sammesteds og 1889 direktør for denne læreanstalt. Han har gjort talrige mineralogiske undersøgelser og blandt andet offentliggjort Hilfstabellen zur Bestimmung der Gesteine (1867), Die Konstitution der natürlichen Silikate (1875), Mikroskopische Reactionen (1885).